# Jens Andersen Brock
Jens Andersen Brock (død 1408), af Gammel Estrup, var en dansk rigsråd og ridder.
Jens Andersen Brock nævnes som ridder i 1358 og som lensmand på Bygholm 1369 – 70, på Kalø i 1379, på Tranekær i 1394. Jens Andersen hørte allerede i Valdemar Atterdags sidste tid til de ældste medlemmer af det danske rigsråd og fører endog i 1374 titel af Rigets Drost, hvilket embede dog både før og siden beklædtes af Henning Podebusk. Også under dronning Margrete 1. nævnes han ofte; nogen selvstændig politisk rolle vides han imidlertid aldrig at have spillet.
I året 1404 blev hans søn Jens Jensen Brock af Clausholm dræbt af hr. Jens Nielsen Løvenbalk af Avnsbjerg, der dog nødtes til at sone drabet ved indstiftelse af messer for den døde og ydmygt knæfald for hans frænder. Få år efter, 1408, døde Jens Andersen Brock i høj alder.
Efter hans søns død skænkede Jens Andersen Brock i 1406 gods til oprettelse af et Sankt Katrine kapel i Roskilde domkirke, det blev dog aldrig bygget, i stedet anvendtes kapitalen til stiftelse af et alter i det af biskop Peder Jensen Lodehat netop indrettede Sankt Sigfreds kapel det forbedrede kannikepræbende Rota blev fast knyttet. Slægten Brock skulle altid have præsentationsretten, en ret som bevaredes længe efter reformationen.

### Fodnoter
1. ↑  "Forlig fra 24.februar 1405". Arkiveret fra originalen 5. marts 2016. Hentet 7. juli 2010.
2. ↑  Dansk Biografisk Leksikon, Tredje udgave, andet bind Bering – Brüel. Nordisk Forlag A/S, København 1979, side 542 - 543